# Lamas (Braga)
Lamas is een plaats (freguesia) in de Portugese gemeente Braga en telt 708 inwoners (2001).